# Gael Rakotondrabe
Gael Rakotondrabe est un pianiste et compositeur et jazzman français. Premier Prix du concours de piano au Montreux Jazz Festival en 2008.

## Biographie
Gael Rakotondrabe grandit à l’île de la Réunion, au sein d’une famille de musiciens (René Lacaille). Il commence le piano à l’âge de 11 ans et est diplômé du Conservatoire de Région à l’âge de 17 ans. Il obtient au même âge le 3ème Prix du concours « Pian’Austral Jazz », un concours de piano regroupant plusieurs pays de l’Océan Indien, qui récompense les meilleurs pianistes de l'océan indien (Alain Jean-Marie, président du jury).
En 2001, Gael intègre la Bill Evans Piano Academy à Paris, et continue sa formation auprès de Bernard Maury, fondateur de l’école, ami proche de Bill Evans.
Il est diplômé en 2004 de la Bill Evans Piano Academy et du département jazz du conservatoire du IXème (conservatoire de Nadia et Lily Boulanger).
Il suit en parallèle des cours d’écriture et d’harmonie classique avec Isabelle Duha au conservatoire d’Issy-les-Moulineaux, et obtient son prix d’écriture en 2005.
Gael joue dans différentes formations de jazz dont le quintet fondé en hommage à Horace Silver avec David Sauzay et Fabien Mary. Avec ce quintet, il remporte le Trophée Sunside en 2005 et enregistre son premier album de jazz à l’âge de 20 ans.
Il forme ses premiers trios de jazz, mais donne des concerts en solo.
Il est invité en 2007 à jouer au Carnegie Hall à New York à l’occasion de la carte blanche donnée à David Byrne. Il y accompagne Devendra Banhart, CocoRosie, Animal Collective, ainsi que Vashti Bunyan.
Il devient pianiste et arrangeur du groupe CocoRosie, avec qui il entame plusieurs tournées internationales entre 2007 et 2011 et notamment à Coachella aux États Unis, à l’Opéra de Sydney ou encore à l'Olympia à Paris.
Il réalise en 2008 les arrangements pour un concert avec CocoRosie et le Royal Concertgebouw Orchestra sous la direction de Suzanna Mälki.
La même année, il reçoit le premier prix du concours international de piano du Montreux Jazz Festival (Fazil Say, président du jury, Quincy Jones, président d’honneur) à la suite de quoi il entame une tournée « Montreux Jazz Winner », où il fait alors les premières parties de Jamie Cullum et du CTI Jazz All Star Band au Miles Davis Hall à Montreux. En 2009, il collabore avec Sierra Casady, le désigner Gaspard Yurkievich et la scénographe Nadia Lauro pour le show Transhumance au Centre Pompidou.
En 2011, il enregistre avec CocoRosie l’album « Grey Oceans », comme arrangeur, compositeur, et multi-instrumentiste.
Puis il devient directeur musical de l’Opéra de Robert Wilson, « The Life and Death of Marina Abramovic », avec Antony Hegarty, Matmos, Marina Abramovic et Willem Dafoe, et participe à la pièce de théâtre Edda avec CocoRosie.
En parallèle, il rejoint le groupe de « Antony And The Johnsons » et entame une tournée internationale, accompagnés des orchestres philharmoniques des villes où ils se produisent. Il est invité par Marina Abramovic pour son 70ème anniversaire pour réaliser une performance avec Anohni au Guggenheim à New York.
Il compose ou participe aux scores de longs métrages tel que Afterschool (2008), réalisé par Antonio Campos puis de Mystery (2012), réalisé par Lou Ye présentés respectivement en competition officielle au Festival de Cannes, puis Mr. Leos caraX (2014) de Tessa Louise-Salomé présenté en compétition officielle au Festival de Sundance, Porto (2017) de Gabe Klinger en compétition au Festival International du Film de Roterdam.
Il compose le score du film d’animation University of Disaster (2017), de l’artiste-peintre Radenko Milak qui est présenté en avril 2017 à la Biennale de Venise.
Il produit et réalise des titres en studio pour des artistes tels que, Yasmine Hamdan (2012), CocoRosie (2007–2024), Dani Siciliano (2016), Mélanie Pain (2016)[réf. souhaitée].
Il compose en 2022 le score de Les Enfants des autres (2022), nommé à la Mostra de Venise et à Sundance, et en 2023 celle de The Wild One (2023) de Tessa Louise-Salomé, lauréat du Prix de la Meilleure Photographie au Festival du Film de Tribeca, et d’État Limite de Nicolas Peduzzi, présenté à l'ACID au Festival de Cannes et remportant la mention spécial du Jury au CPH:DOX et le Grand Prix du Jury au Champs-Élysées Film Festival. Il est sélectionné pour la musique d’État limite au Festival International Music & Cinema Marseille (2024).
En 2024, Gael Rakotondrabe rejoint ANOHNI (anciennement Antony and the Johnsons) en tant que membre d’un ensemble de neuf musiciens pour une tournée mondiale. Cette série de concerts présente des morceaux du nouvel album My Back Was A Bridge For You To Cross, ainsi que d'autres titres issus du répertoire d'ANOHNI. L'ensemble inclut Julia Kent (violoncelle), Maxim Moston (violon), Mazz Swift (violon), Doug Wieselman (clarinette et saxophone), Samuel Dixon (basse), Jimmy Hogarth (guitare), Leo Abrahams (guitare) et Chris Vatalaro(batterie). La tournée débute au printemps 2024 en Europe et en Amérique du Nord avant de s'étendre à d'autres continents en 2025. Parmi les dates notables, l'ensemble se produit à la Philharmonie de Paris le 26 et le 27 juin 2024.
En novembre 2024, Gael Rakotondrabe accompagne ANOHNI lors d'un concert en duo au Hunter Center du MASS MoCA, marquant l'ouverture de l'installation Power Full Because We're Different de Jeffrey Gibson. Cette performance, centrée sur le piano et la voix, met en avant une approche minimaliste et introspective de leur collaboration.
Il participe également à Dark Blue, un concert hommage à Lou Reed, ami et collaborateur d'ANOHNI, au Royal Festival Hall lors de la soirée de clôture de l'EFG London Jazz Festival en 2024.

## Discographie[42]

### Albums
- 2024 : Reckoner (MVKA)[43]
- 2024 : État Limite (Original Motion Picture Soundtrack)[44]
- 2024 : Elevator Angels CocoRosie Featuring Gael Rakotondrabe [45]
- 2024 : Shadow (Caramba Records/ Virgin Universal)[46]
- 2023 : The Wild One (Original Motion Picture Soundtrack)[47]
- 2022 : Les Enfants des autres co-composé avec ROB - Robin Coudert (Original Motion Picture Soundtrack)[48]
- 2021 : Mr. X (Original Motion Picture Soundtrack)[49]

### Participation
2024 : collaboration sur l'album Mami Wata de Ayo
2024 : collaboration sur l'album Good Grief de Hugh Coltman
2023 : collaboration sur l'album Never Let Me Go de Fabien Mary
2022 : collaboration sur l'album Ad Astra de Maud Geffray
2022 : collaboration sur l'album Bomboloni de Aurélie Saada
2022 : collaboration sur l'album Madeleines de Anne Sila
2021 : collaboration sur la bande originale du film Rose de Aurélie Saada
2020 : collaboration sur l'album Royal de Ayo
2019 : collaboration sur l'album Sainte-Victoire de Clara Luciani
2018 : collaboration sur l'album Who's Happy de Hugh Coltman
2018 : collaboration sur l'album Si Vous Saviez... de Salvatore Adamo
2018 : collaboration sur l'album Ed Banger 15 Ans de l'Orchestre Lamoureux & Thomas Roussel
2016 : collaboration sur l'album Untouchable / Between The Bars de Hugh Coltman et Camelia Jordana
2016 : collaboration sur l'album Morituri de Jean-Louis Murat
2016 : collaboration sur l'album Why de Dani Siciliano
2016 : collaboration sur la bande originale de l'artiste Imany pour le film Sous les Jupes des Filles de Audrey Dana
2016 : collaboration sur l'album Shadows Songs Of Nat King Cole & Live At Jazz A Vienne de Hugh Coltman
2015 : collaboration sur l'album Soeur Nature de Bonnie Banane
2014 : collaboration sur l'album Paris Tristesse de Pierre Lapointe
2014 : collaboration sur l'album Morning Star de Hugh Coltman
2014 : collaboration sur l'album Sometimes Awake de Charles Pasi
2013 : album Tales Of A Grasswidow de CocoRosie
2013 : collaboration sur l'album Ya Nass de Yasmine Hamdan
2011 : collaboration sur l'album Bécaud, Et Maintenant
2010 : collaboration sur l'album Une vie Saint Laurent de Alain Chamfort
2010 : album Grey Ocean de CocoRosie
2008 : collaboration sur l'album Stories From The Safe House de Hugh Coltman
2007 : collaboration sur l'album Affaire Classée de Hubert Mounier
2007 : album The Adventures of Ghosthorse & Stillborn de CocoRosie
2006 : collaboration sur l'album She was a girl de Spleen